# Chuí
Chuí là một đô thị thuộc bang Rio Grande do Sul, Brasil. Đô thị này có diện tích 203,201 km², dân số năm 2007 là 5278 người, mật độ 25,97 người/km².